# Casa Cremada
Casa Cremada és un conjunt de tres masies en ruïnes de Corbera de Llobregat (Baix Llobregat): Ca n'Isidre, Can Baliarda, Can Miquel. Està inclòs en l'Inventari del Patrimoni Arquitectònic de Catalunya.

## Descripció
És un conjunt de tres masies, el nom de les quals obeeix a que foren cremades prop dels anys 1880, per tant el seu aspecte exterior és de context bastant modern, i pel mateix motiu mancat d'elements que puguin definir-ne una data més antiga de construcció.

## Història
Del 1768 consta una segregació del Mas d'en Planas, a nom de Romagosa, que defineix la situació i edificació de la masia, en el lloc actual.
Entrat el segle xix, la casa originària "Ca l'Isidre" era de Joan Cardona. Segueix el llinatge Pau Cardona i Aragai, i després Teodor Cardona i Martí.